# Oligotoma burmana
Oligotoma burmana is een insectensoort uit de familie Oligotomidae, die tot de orde webspinners (Embioptera) behoort. De soort komt voor in Myanmar.
Oligotoma burmana is voor het eerst wetenschappelijk beschreven door Ross in 2007.